# Megyeri Szabolcs
Megyeri Szabolcs (Budapest, 1980. augusztus 22. –) magyar kertészmérnök.

## Életpályája
Megyeri Szabolcs kertész, kertészmérnök, blogger. 2000-ben a budapesti Varga Márton Kertészeti Szakközépiskolában szerzett kertész technikusi oklevelet, ezt követően a németországi Straelenben élt és dolgozott, térségfejlesztésről szóló szakdolgozatát Budapesten, a Kertészeti Egyetem főiskolai karán védte meg 2005-ben. Jelenleg is felsőfokú kertészeti tanulmányokat folytat.

### Televízió és rádió
Rendszeres vendége és szakértője kertészeti témákkal foglalkozó híradásoknak és riportoknak, mind a köztelevízióban, mind a kereskedelmi csatornákon. Széles körű ismertségre a Magyar Televízió műsoraiban tett szert, valamint állandó kertészeti szakértője volt A Nagy Étterem-alakítás Giannival című, a Viasat 3 csatornán sugárzott műsornak, ahol Gianni Annoni munkáját segítette. Jelenleg a Klubrádió állandó műsorvezetője, vasárnaponként jelentkező Hallójárat című műsorában kertészként beszélget nem csak kertész vendégeivel. Ugyancsak a Klubrádiónál rendkívül népszerű, önálló műsort vezetett, mely a Kertek, mesék, szerelmek címet viselte. A műsor célja a kertészeti szakma népszerűsítése volt. Műsoraival, szaktanácsaival folyamatosan segítségére áll a kertészeknek és kertészkedni vágyóknak egyaránt. 

### Blog
Blogírói tevékenységét 2011-ben kezdte, blogját az Index internetes hírportálhoz tartozó blog.hu felületen működteti, melyben a kertbarátok, növényrajongók számára ír aktuális, érdekes, és szórakoztató témákról. Bejegyzéseinek célja, hogy a laikus, kezdő kertészkedők is érthető, egyszerű, de szakmai jellegű segítséget kapjanak. A kertesz.blog.hu címen elérhető blogja évek óta töretlenül a legnépszerűbb magyar kertészeti témájú blog, a megjelenő posztok rendszeresen az Index hírportál kiemelt anyagai között kapnak helyet. A kertészeti weboldaláról elérhető blogbejegyzései ugyancsak számos, kertészkedni vágyó ember számára jelentenek segítséget, mivel nagy hangsúlyt fektet a tanításra. Meglátása szerint számos ember szeretne kertészkedni, csak sokan nem mernek belevágni. Bejegyzéseiben, cikkeiben nekik szeretné megmutatni, hogy nincs mitől félniük. Cikkeiben rendszeresen ír az aktuális teendőkről, fontos kertészeti növényekről, gondozásukról és nem hiányozhatnak a legújabb, kereskedelmi forgalomban kapható kertészeti fajták bemutatása sem a repertoárból. Facebook oldalán rendszeresen tanácsokkal látja el a hozzá forduló kertészkedni vágyókat, kertészlelkületű embereket.

### Youtube csatorna
Magyarországon egyedülálló módon nagy hangsúlyt fektet a könnyen fogyasztható, tartalmas, rövid videók elkészítésére és publikálására. Videós anyagaival azoknak a kertbarátoknak szeretne segítséget nyújtani, akiknek ebben a formában érthetőbbek és követhetőbbek a kertészkedéssel, növénygondozással kapcsolatos tanácsok, tippek és trükkök. Youtube csatornáján elérhetőek terjedelmesebb kisfilmjei, melyek nyilvános előadásainak anyagait tartalmazzák, többek közt a kertépítéssel, kerttervezéssel, kertfenntartással kapcsolatosan. Évek óta részt vesz  a kertészeti szakoktatásban, ezért szakmai órákat ad középiskolások részére. A kertészeti szakközépiskolákban tartott óráit szintén rögzíti, így azok tananyagként utólag is visszanézhetőek az interneten, ezzel is segítve azokat, akik tanulják a kertészeti szakmát.

### Újságírás
Rendszeres szerzője több országos és helyi print lapnak. Írásai megjelennek budapesti kerületi újságokban, önálló kertészeti rovatot vezetett a Magyar Hírlapban, a Zuglói Lapokban, és a Heti Témában. 2014-től kezdve a Blikk Nők Otthon és Kert című havi megjelenésű magazin kertészeti rovatvezetője. Jó kapcsolatot ápol más weboldalakkal, így folyamatosan jelennek meg vendégcikkei több, kulturális-populáris témát vezető weboldalon, mint a kertepito.com, hellovidek.hu, hobbikert.hu, femina.hu oldalakon.

### Munka és vállalkozás
A kertészeti témájú médiamegjelenéseken és publikációkon kívül fő tevékenységi körébe tartozik a kerttervezési és kivitelezési tanácsadás, valamint online kertészetet is működtet, melynek különlegessége, hogy a növények kiszállítását saját tehergépkocsival végzi, így a megrendelt növények szakszerűen, garantáltan épségben érkeznek a megrendelőhöz. Hatalmas faj-, és fajtaválasztéka egyedülálló, számos kuriózum fajta megtalálható nála. Nagy hangsúlyt fektet a régi, magyar fajták népszerűsítésére, ezért számos fajtához hozzá lehet jutni a segítségével. Célja, hogy minden fajtát külön, egyedi leírással, és ápolási-gondozási tanácsokkal lásson el oldalán, ezzel is segítve a növénybarát olvasókat és érdeklődőket. 

## Közéleti tevékenység
Kertészként nagyon fontosnak tartja, hogy a városi zöldfelületeket érintő kérdésekben felszólaljon, és azokat a közvélemény elé tárja, elsősorban blogjában, és televíziós, rádiós interjúkban. A vasárnapi zárvatartásról, mint a kertészeteket hátrányosan érintő törvényről elsőként szólalt fel szakmabeliként. A 2016. márciusi vasárnapi boltzár eltörlése előtti összefoglalójában kritikusan írt  saját szakmájáról, melynek következményeként a szakmai szervezetek  elhatárolódtak tőle.
A Városliget tervezett átépítése ellen is az elsők között tiltakozott szakmai érvekkel, kertészeti oldalról közelítve meg a liget beépítését. A témáról készült videójában arra hívta fel a figyelmet, hogy nem elég csupán egy-egy kiszemelt helyre telepíteni a fákat, hanem ezt követően rendszeresen gondoskodni is kell róluk, ami pedig tapasztalatai szerint rendszerint nem megoldott ma Magyarországon – különös tekintettel a fák öntözésére. Meglátása szerint továbbá a frissen telepített csemeték nem, vagy csupán hosszú idő elteltével lehetnek képesek pótolni a kivágott fákat, ami szintén alapvető problémát jelent a Városliget átépítésénél. Emlékezetessé vált a felszólalása a tervezett múzeumi negyedről szóló, Karácsony Gergely és Baán László közreműködésével tartott vitafórumon, ahol a szót magához ragadva szenvedélyesen érvelt a beépítés ellen. A Városliget tervezett beépítésével kapcsolatban a 444.hu portál is megszólaltatta. Emlékezetes riport jelent meg vele a drot.eu weboldalán is. A városligeti vihar kapcsán a fővárosi fák szenvedélyes védelméről is beszélgetett Kálmán Olgával az ATV Egyenes beszéd műsorában.  A városi fák védelmét igazán a szívén viseli, ezért a lakosságot is bevonva és folyamatosan informálva őket vezetett, tájékoztató-bemutató sétákat tartott a Városligetben, hogy mások is lássák a fák, a növények rendkívüli szerepét életünkben.
Munkája mellett elkötelezett híve az utcafrontok, közterületek megszépítésének, közösségi ültetéseket, utcafrontszépítő akciókat szervez és koordinál. A Virágzó Zugló utcafrontszépítő és közösségi kertépítő program fő koordinátora. A kezdeményezés sajátossága, hogy Budapest Főváros XIV. kerület Zugló Önkormányzata és a zuglói lakosok közösen hozzák rendbe a lakóházukhoz tartozó utcafrontot, előkertet. A program évről-évre népszerűbbé válik, hiszen rengetegen csatlakoznak a kezdeményezéshez, amelyben Megyeri Szabolcs hatalmas szerepet vállal. A Virágzó Zugló program valóban szebbé teszi a Főváros XIV. kerületét, összehozza az embereket és fontos célja, hogy a fiatalabb generációkat is megismertesse a kertészet szépségével, ahol a program során történt tapasztalatairól számos tájékoztató videót is készített. 
Elkötelezettsége, emberszeretete, nyitottsága és szakmai tudása miatt 2018- ban és 2019-ben Zugló Főkertésze lett. Ez az időszak termékeny volt a kerület növényei, növényesítési programja szempontjából, hiszen számos ilyen jellegű programot szervezett, illetve vett részt benne. Főkertészként bekapcsolta Zuglót Archiválva 2021. február 7-i dátummal a Wayback Machine-ben is a "10.000 új fát Budapestre" Archiválva 2020. július 11-i dátummal a Wayback Machine-ben programba, ahol lakossági tájékoztatással menedzselte le több zuglói utcában komplett fasorok cseréjét. A program jóvoltából  a XIV. kerületben a Miskolci és a Róna utca közötti szakaszon összesen 170 facsemetét, köztük magas kőrist, csörgőfát, platánt, pagodafát, ezüst hársfát és oszlopos kínai nyárfát ültettek el. A kerületben végzett munkája során csak olyan fák kivágásához járult hozzá, amelyeket veszélyesnek ítéltek. Ha volt rá módja, minden esetben megmentette az idős fákat.Hatalmas energiát fektetett a városi zöldhulladék szakszerű és működőképes kezelésébe. Lakossági fórumain fontos témát képviselt a városi illegális szemétlerakóhelyek elleni harc. Részt vállalt a XIV. kerületi Abonyi utcai fasorrekonstrukciós munkákban, ahol 114 fa gallyazását, visszavágását,  odú- és sebkezelését látták el.
Foglalkozik közéleti-zöldfelületi városi kérdésekkel is. Ahogy fogalmaz magáról: "A főkertész feladata, hogy beszéljen a fák helyett!" Elsődleges feladatai között tartja számon a városi fák védelmét, így fontos törekvései voltak a fővárosi Mester utcai platánok védelme érdekében és felszólalt a fővárosi nyilvános toalettek telepítésével kapcsolatban is. Nagy figyelmet fordít a városi zöldsávok védelmére, a témában több esetben is kifejtette a véleményét. Eredményei, energiája egyre nagyobb tömegeket mozgat meg, egyre több média figyelmét felkelti. A HVG-ben portré készült vele. 
A Főkert Nonprofit Zrt. 2020-ban vezetőváltáson esett keresztül. Szabó József helyére Bardóczi Sándor került. A pályázati feltételek indokolatlan megjelenése ellen élesen felszólalt. Ellentmondásosnak tartotta egy cikkében, hogy miközben a főváros klímaválságot hirdet, a szakma és a nyilvánosság teljes kizárásával írnak ki pályázatot a Főkert új vezetésére – miközben a jelenlegi vezetővel nem is kommunikálnak. "Budapest új kamuzöld vezetésének tehát az első konkrét tette, a Főkert szakmai lefejezése, meghatározhatatlan politikai érdekkörök kezébe juttatása.” - olvashattuk egy, témával kapcsolatos másik cikkében. Az igazságtalan döntést megelégelte és több fórumon felszólalt Karácsony Gergely főpolgármester ellen. 
Ezt követően jelentették be a 153 éves Főkert Nonprofit Zrt. megszüntetését. A Magyar Díszkertészek Országos Szövetségének, mint szakmaközi szervezetnek sem kérték ki a véleményét ezzel kapcsolatban, azaz Karácsony Gergely főpolgármester kampányígéretével ellentétben ismételten nem egyeztetett az érintett szakmai szervezetekkel. A döntés ellen élesen felszólalt. "A Főkert beolvasztása, autonómiájának erőszakkal történő felszámolása súlyos politikai tévedés (...)" - fogalmazza meg egy vele készült interjúban. 
2020. év januárjától a Főváros V. kerületének főkertészi pozícióját tölti be. Elhivatottsága, felkészültsége, szakértelme megkérdőjelezhetetlen munkája során. "Vissza kell foglalni az autóktól azokat a területeket, amelyeket az utóbbi évtizedekben az autók vettek el a zöldfelületből." - nyilatkozta. Ezt egy kiemelt feladatának tekinti jelenleg is a főkertészi feladatai kapcsán, amellett, hogy a városi fák védelméért, a városi növényesítésért való küzdelem továbbra is kiemelt feladata, ahogyan a jogszerű, tiszta kertészeti-, és városvezetési döntések meghozatala is.

## Megjelent könyvei
- Megyeri Szabolcs: Fűszerkert. (hely nélkül): Cser Kiadó. 2011.  ISBN 9789632781846
- Megyeri Szabolcs: Sírok gondozása Cser Kiadó 2012. ISBN 9789632782409
- Megyeri Szabolcs: Gyümölcstermesztés a házikertben Cser Kiadó 2014 ISBN 9789632783437
- Megyeri Szabolcs - Liptai Zoltán: Zöldfűszerek a kertben és a konyhában Cser Kiadó 2015 ISBN 9789632784267

## Publikációi
- saját szerkesztésű, kertészeti témájú blog
Blikk Nők Otthon és Kert - havi megjelenésű országos magazin, állandó kertészeti rovat Magyar Hírlap - országos napilap, állandó kertészeti rovat
Zuglói Lapok - kerületi újság, állandó kertészeti rovat
Heti Téma - országos hetilap, állandó kertészeti rovat
hvg.hu - közéleti portál, kertészeti témájú publikációk
www.lurkovilag.hu - óvodai portál szülőknek és óvodáknak, kertészeti témájú írások és tanulmányok

## Tevékenység dokumentáció
- Közös ültetés a Márga utcai Down-otthonban
- Nagyinterjú a Juventus Rádió Budapesti arcok című műsorában
- Ültetés a tanulókkal az ercsi Eötvös József Általános Iskola udvarán
- Előadás: Társasházi oázisok akár betonon is
- Előadás: Környezetvédelem és Kertkultúra Nemzetközi Konferencia, Zugló
- Előadás: Gardenexpo 2012, "A kertkapun túl... - a Virágzó Magyarország Mozgalom"
- Bemutató: A Városliget beépítése kertész szemmel
- Portré a HVG oldalán